# Calçadão de Bangu

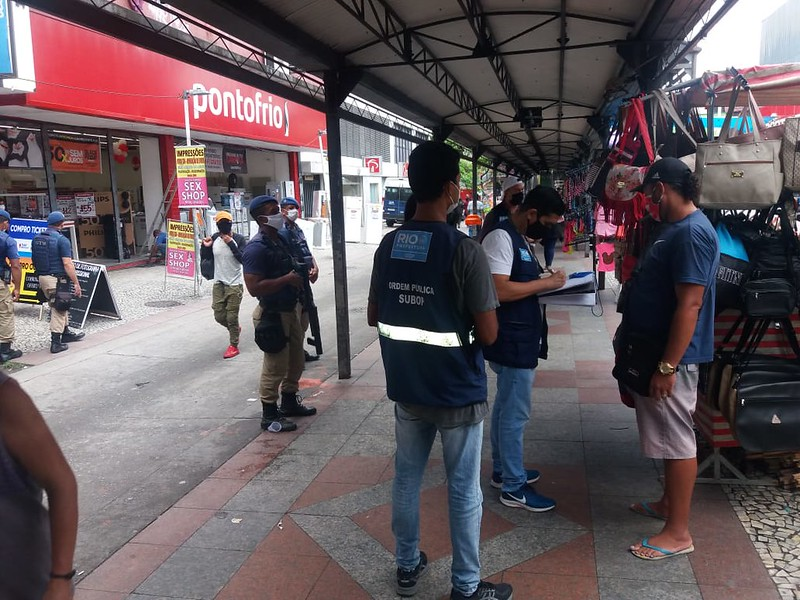
Ação de fiscalização a ambulantes do Calçadão de Bangu, em 2020.

O Calçadão de Bangu é um calçadão e centro comercial situado no bairro de Bangu, na Zona Oeste da cidade do Rio de Janeiro. Com cerca de 680 metros de extensão, localiza-se ao longo de partes da Avenida Cônego Vasconcelos e da Avenida Ministro Ary Franco, entre a Rua Sul América e a Rua Francisco Real. O calçadão é interceptado pela Linha Santa Cruz e possui dois acessos à Estação Bangu. Próximo ao calçadão situa-se o Bangu Shopping, no local onde funcionou no passado a Fábrica de Tecidos Bangu.
O Calçadão de Bangu é um tradicional centro de varejo popular, concentrando diversas lojas. O local caracteriza-se pela variedade de mercadorias e serviços à disposição da população local e pelo fluxo intenso de pessoas, sobretudo de clientes. Durante campanhas eleitorais é comum ocorrerem caminhadas de candidatos no calçadão.
Desde o dia 12 de dezembro de 2002, o Calçadão de Bangu conta com uma cobertura climatizada, composta por duas linhas de distribuição e aspersão sob coberturas metálicas, com um total de 800 bicos de microaspersão, com funcionamento contínuo e simultâneo. Por meio de vapor d'água, o sistema é capaz de reduzir a temperatura do ambiente em até 9 °C. Os vaporizadores, que ficam a 2,5 metros de altura e são abastecidos por um reservatório no subsolo, são capazes de liberar cerca de 5 mil litros d'água. O controle do sistema é feito por computadores. A climatização, que custou na época R$ 170 mil, foi implementada no âmbito do Rio-Cidade. Foi o primeiro projeto implementado de refrigeração de vias públicas no Brasil.